# Rízoma (Tríkala)
Rízoma, en grec moderne : Ρίζωμα, est un village du dème de Tríkala,  district régional de Tríkala, en Thessalie, Grèce.
Selon le recensement de 2011, la population du village s'élève à 917 habitants.